# Perichares
Perichares là một chi bướm ngày thuộc họ Bướm nâu.